# Carla Galle
Carla Galle (* 10. Mai 1948 in Aalst; † 20. Januar 2022 in Jette) war eine belgische Schwimmerin und Politikerin.

## Leben
Carla Galle gewann bei der Sommer-Universiade 1967 die Bronzemedaille über 200 m Lagen. Bei den Olympischen Sommerspielen 1968 in Mexiko-Stadt belegte sie im Wettkampf über 200 m Lagen den 19. und im Wettkampf über 400 m Lagen den 22. Platz.
Galle war 25-fache belgische Meisterin und stellte mehrere nationale Rekorde auf.
Beruflich war Carla Galle 23 Jahre lang Vorsitzende der Bloso. Zudem war sie Mitglied in der Parti Socialiste und dort Parteisekretärin. Im Rahmen ihrer politischen Tätigkeit lernte sie ihren Lebensgefährten Karel Van Miert kennen.